# Acomys selousi
Acomys selousi — вид гризунів родини мишоподібних. Зустрічається в Ботсвані, Мозамбіку, Південній Африці та Зімбабве. Цей вид зазвичай зустрічається на скелястих відслоненнях, у сухих лісах і в заростях. Вони мають загальну звичку жити під або серед валунів у скелястих місцях проживання. У районах, де є гранітні коппі, наприклад у національному парку Мотобо та районі річки Лунді в Зімбабве, вони живуть високо в захищених навислих скелях або під відшарованими плитами.

## Поведінка
Це нічний вид з дієтою, що містить насіння трави, а також термітів та інших комах.